# Бедриковцы (Хмельницкая область)
Бе́дриковцы (укр. Бедриківці) — село в Хмельницком районе Хмельницкой области Украины.
Население по переписи 2001 года составляло 983 человека. Почтовый индекс — 32043. Телефонный код — 3251. Занимает площадь 2,544 км². Код КОАТУУ — 6821280401.

## Местная власть
32000, Хмельницкая обл., Хмельницкий р-н, г. Городок